# Cabinet des dessins et des estampes
Le Cabinet des dessins et des estampes (en italien : Gabinetto dei disegni e delle stampe ; GDS) est une partie du musée des Offices de Florence, consacrée aux arts graphiques.
Il conserve l'une des plus importantes collections de dessins et d'estampes au monde, constituée de plus de 177 000 œuvres datant de la fin du XIVe au XXIe siècle. Il est situé au premier étage de la galerie, dans la section qui correspondait autrefois à l'emplacement du théâtre Médicis.

## Histoire

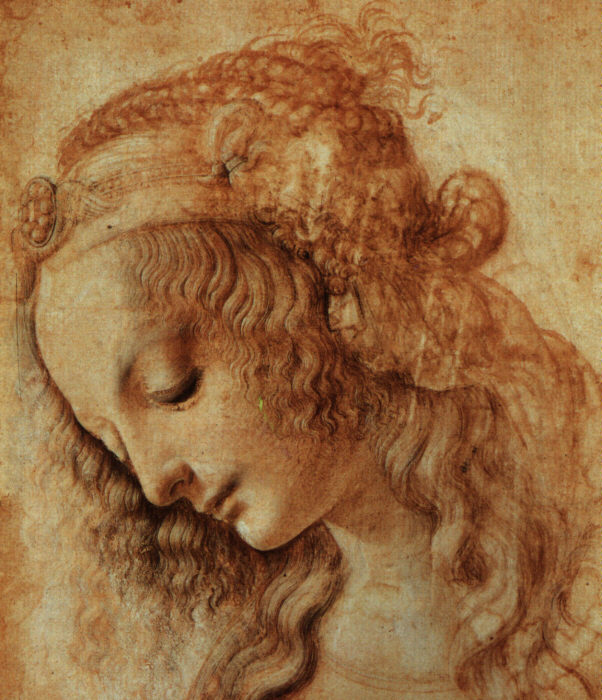
Léonard de Vinci, Tête de femme (vers 1478), no. 428E.

La collection du Cabinet des dessins et estampes des Offices puise ses origines dans les collections Médicis. La documentation qui aurait permis de reconstituer fidèlement les événements les plus anciens s'est perdue, on peut cependant émettre l'hypothèse qu'à travers différents héritages, un noyau traditionnel d'œuvres graphiques se constitue assez tôt malgré les altérations continuelles dues aux diverses contingences, à la fois de soustraction que d'accrétions. Il est certain, par exemple, que les Médicis possèdent déjà des œuvres graphiques dès l'époque de Laurent de Médicis dit le Magnifique, bien que leur consistance réelle ne soit pas connue, et qu'au cours du XVIe siècle, divers membres de la famille ne cessent de les collectionner avec une attention croissante, en commençant par le grand-duc Cosme Ier de Toscane, qui selon Giorgio Vasari possède « divers dessins et croquis et caricatures » de Michel-Ange et Piero di Cosimo, pour continuer avec son fils, François Ier de Médicis, qui entre en possession de nombreuses feuilles d'Antonio da Sangallo le Vieux, Michel-Ange et Léonard de Vinci.
Après tout, à Florence, le dessin a pris une valeur très particulière dans le domaine artistique, consacrée par les écrits de Cennino Cennini et Vasari qui définit celui-ci comme le « père » des arts, ainsi que l'apanage de l'école florentine.
L'histoire de la collection commence à être tracée avec plus de précision au siècle suivant, lorsqu'un réseau dense de documents illustre la formation de ce qui peut être défini comme le premier, véritable et incontestable noyau de la collection actuelle, réunie par Léopold de Médicis, frère du grand-duc Ferdinand II de Médicis, élevé à la pourpre cardinalice en 1667, dont l'activité de collection accompagne des intérêts littéraires et scientifiques nourris et animés. Léopold fait appel à des agents, dispersés en Italie et aussi à l'étranger, pour obtenir les feuillets des plus grands artistes anciens et contemporains, qui sont ajoutés aux peintures, médailles, pierres précieuses et à la célèbre collection d'autoportraits.
À la suite de cette intense campagne d'achats, le noyau essentiel de l'actuel Cabinet des dessins et estampes des Offices prend forme (environ douze mille exemplaires), dont l'arrangement et le catalogage sont confiés à l'historien Philippe Baldinucci, homme cultivé, artiste amateur et tour à tour, collectionneur. Toujours au XVIIe siècle, la collection s'agrandit grâce à l'arrivée de feuilles appartenant à des personnages collatéraux de la famille, comme le cardinal Giancarlo de' Medici, et du secrétaire de ce dernier, Apollonio Bassetti, dont le legs compte environ un millier de dessins (1699) ; à ceux-ci s'ajoutent un nombre indéterminé de feuilles de la collection du Ferdinand III de Médicis (1713) et de celle de Cosme III de Médicis, environ deux cents œuvres qui parviennent à sa mort (1723).
Entre-temps, dès 1687, la collection Médicis est définitivement placée dans la Galerie des Offices, c'est-à-dire dans un lieu ayant le caractère d'un édifice public, un transfert qui consacre son caractère de collection d'État, même s'il entraîne malheureusement la dispersion de plus de quatre mille sept cents pièces, considérées à l'époque comme des « déchets ».
La maison de Lorraine, qui s'installe à Florence après l'extinction de la dynastie des Médicis (1737), contribue largement à l'accroissement de la collection. Sous Léopold II, les documents de la famille Gaddi sont acquis (huit cents dessins libres, huit volumes de dessins architecturaux et huit mille gravures), ainsi que ceux d'Ignazio Hugford (plus de trois mille dessins) et de Francesco Michelozzi (plus de mille dessins).
À la fin du XVIIIe siècle, lorsque Giuseppe Bencivenni Pelli rédige une ébauche du catalogue (1776-1784), les dessins sont environ vingt mille, tandis que la collection d'estampes s'agrandit également qui, à la même époque, s'organise en cinquante volumes.
À partir du XVIIIe siècle quelques spécimens sont accrochés aux murs, comme les peintures. Au siècle suivant, dans le cadre d'un projet d'amélioration graphique, de nombreux spécimens sont exposés d'abord dans la galerie (à partir de 1849 environ), puis dans le corridor de Vasari (à partir de 1867), où ils restent jusqu'en 1909.

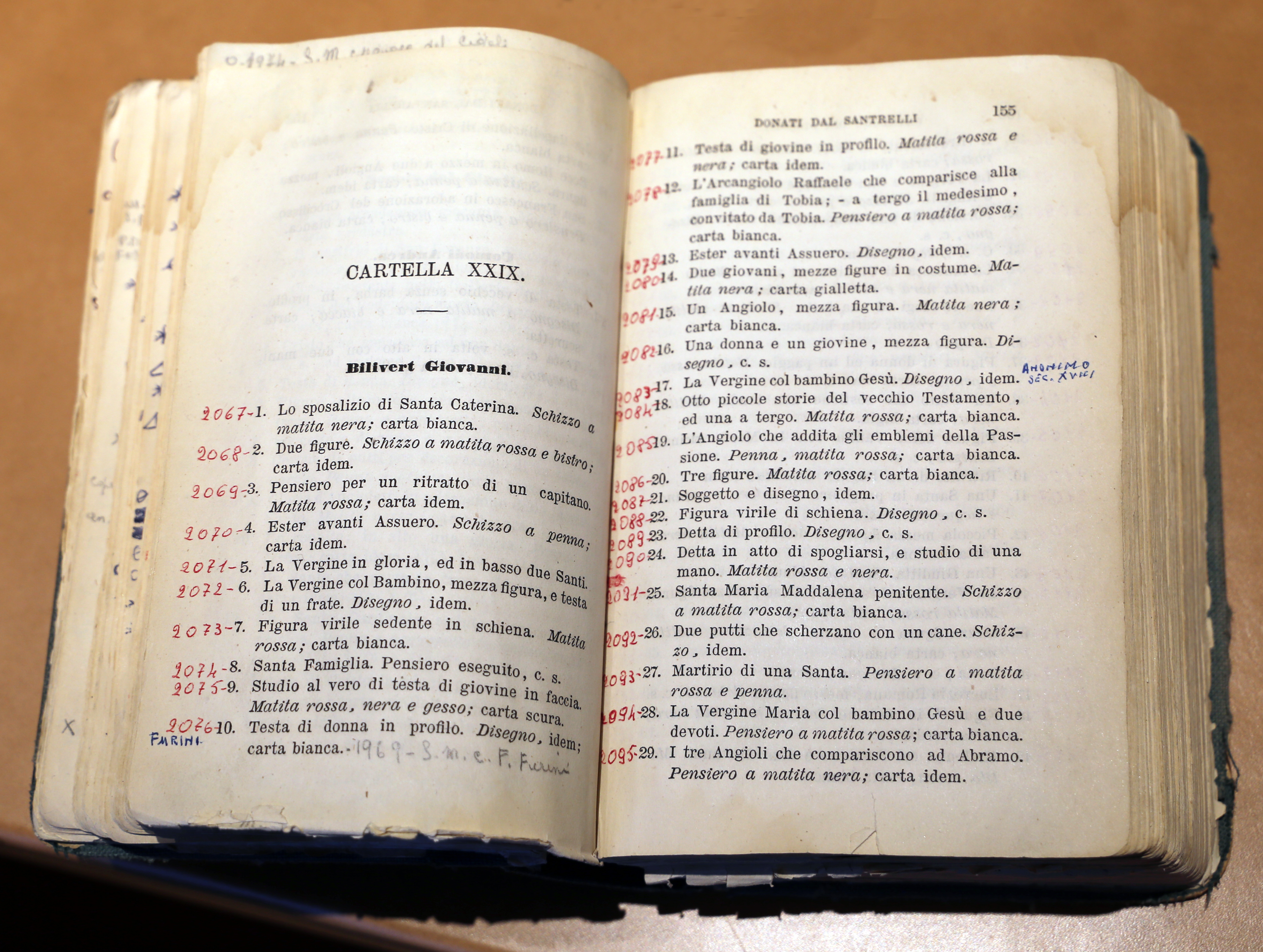
Catalogue original de la donation Santarelli.

Avec la constitution du royaume d'Italie, les collections d'art Médicis-Lorraines sont entre-temps devenues un patrimoine national à tous égards ; la croissance marquée des donations est une réaction positive qui a lieu dans les décennies qui suivent immédiatement la proclamation du royaume d'Italie. Elles proviennent non seulement de collectionneurs (celle des 12 667 dessins donnés par le sculpteur Emilio Santarelli en 1866 est exceptionnelle à tous égards), mais aussi des artistes eux-mêmes : des architectes Giuseppe Martelli (1876), Pasquale Poccianti (1890), Henry de Geymüller (1907), des peintres Antonio Ciseri et Stefano Ussi.
La collection de dessins et d'estampes est installée dans son emplacement actuel au début du XXe siècle, sous la direction de Corrado Ricci, dans les espaces de l'ancien théâtre Médicis, construit dans la seconde moitié du XVIe siècle par Bernardo Buontalenti. Entre 1952 et 1960, une série de travaux sont réalisés, qui commencent par la réorganisation conservatrice la plus urgente, puis se poursuivent vers une restructuration environnementale plus systématique étendue aux salles de consultation, de gestion et d'expositions temporaires. Cette intervention globale est confiée à l'architecte florentin Edoardo Detti, l'un des principaux représentants du courant rationaliste en Italie, qui travaille selon des critères muséographiques impeccables et avant-gardistes.

## Collection

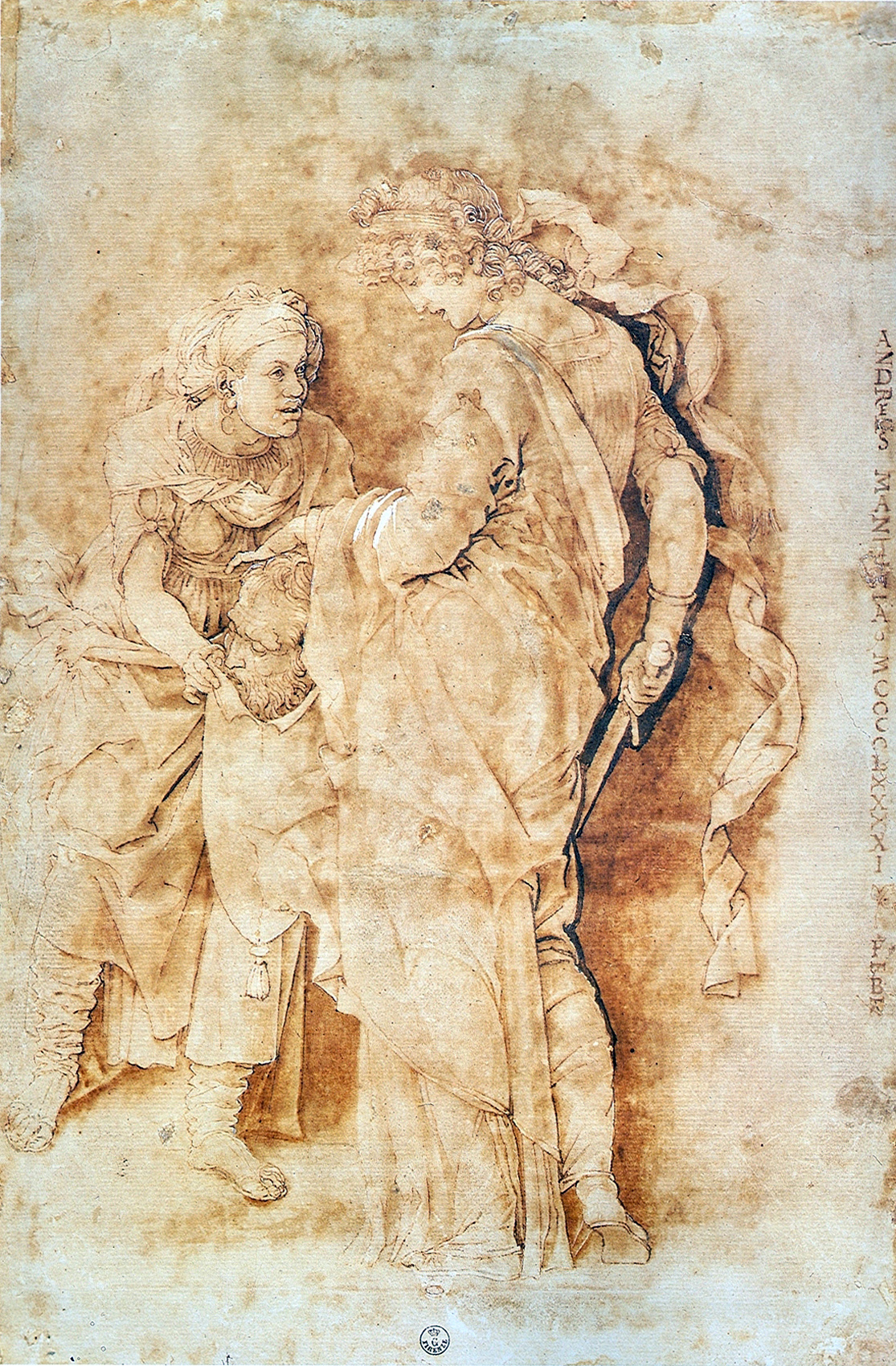
Andrea Mantegna, Giuditta (1491), n. 404 ET.

Le patrimoine actuel s'élève à plus de cent cinquante mille œuvres, comprenant des dessins, des estampes, des miniatures. Les Florentins et les Toscans sont les artistes représentés de manière plus exhaustive, avec une certaine prédominance de feuilles du XVe siècle. Le XVIe siècle seul est représenté par dix mille feuilles. Parmi les grands noms représentés dans les collections figurent les génies de la Renaissance, Léonard de Vinci, Michel-Ange et Raphaël, ou les piliers du maniérisme, tels que Pontormo, Andrea del Sarto et Bronzino. De nombreux dessins permettent d'établir le parcours créatif d'une œuvre, à travers des dessins préparatoires, ou témoignent parfois, à travers des copies anciennes, d'œuvres aujourd'hui irrémédiablement perdues, comme les fresques de La Bataille d'Anghiari de Léonard de Vinci et de la Bataille de Cascina de Michel-Ange.
Viennent ensuite les artistes de l'école vénitienne, qui ont fait l'objet d'une attention particulière de la part du cardinal Léopold ; par la suite les autres écoles italiennes se sont ajoutées (l'école lombarde, l'école génoise de peinture, l'école émilienne, l'école romaine de peinture et l'école napolitaine de peinture), avec Andrea Mantegna, Giovanni Bellini, Titien, Albrecht Dürer, Parmigianino, Rembrandt, Antoine van Dyck, Annibale Carracci, Le Bernin et d'autres.
Le groupe des dessins étrangers est un peu moins important, bien que numériquement très conséquent et parsemé de chefs-d'œuvre célèbres de grands maîtres (de Martin Schongauer à Albrecht Dürer, de Pierre Paul Rubens à Van Dyck, de Nicolas Poussin à Antoine Watteau). La présence de l'école ibérique est significative, dont le musée des Offices conserve l'essentiel du noyau de dessins existant hors d'Espagne, bien qu'elle ne comporte pas de feuilles de Bartolomé Esteban Murillo ou de Francisco de Goya. Alors que le noyau le plus remarquable est constitué par les feuilles flamandes et hollandaises, suivies des françaises et, par conséquent, des espagnoles et des allemandes. La présence d'auteurs du XXIe siècle s'accroît, grâce aussi à l'apport de dons, dans une ouverture aux expressions de l'art contemporain qui remonte aux origines de la collection puisque le Cardinal Léopold, toujours désireux de se procurer des feuilles de maîtres anciens, s'est également intéressé aux œuvres des principaux artistes vivants.
La série des « Esposti », c'est-à-dire des dessins accrochés pendant des années à l'usage du public, est parmi les plus abîmées des collections.

## Bibliothèque
La bibliothèque s'est constituée à la fin du XIXe siècle, autour de l'activité de l'institut, à partir de la direction de Pasquale Nerino Ferri, qui a publié les premiers catalogues des dessins et estampes qui y sont conservés. La bibliothèque conserve dans le Fonds Rari, les copies des catalogues ayant appartenu à Ferri, entrelacées avec les pages manuscrites de ses propositions d'attribution des œuvres. Relié à la plus grande bibliothèque de la Surintendance florentine, il s'agit en fait d'une étude approfondie concernant le secteur graphique. La collection de livres du Département des estampes et des dessins est estimée à environ 20 000 volumes ; il y a des catalogues d'expositions, des musées, des ventes aux enchères, des périodiques et des répertoires spécialisés, de toutes époques. Le catalogue peut être consulté sur l'Opac IRIS, le catalogue collectif de l'Association des bibliothèques historiques, artistiques et humanistes de la région florentine.

## Le catalogue informatique: le projet Euploos
Le catalogue en ligne de la collection du Cabinet des dessins et des estampes est lancé en 2008 sous le nom de Euploos. Son achèvement constituera une ressource exceptionnelle pour l'étude de l'histoire de l'art.
Le catalogage, toujours en cours, est réalisé actuellement par quatre historiens de l'art, Roberta Aliventi, Laura Da Rin Bettina, Michele Grasso et Raimondo Sassi. La réalisation de ce catalogue est une entreprise exigeante, non seulement par rapport à son grand nombre d’œuvres mais aussi par rapport à la qualité et la variété des artistes représentés. À ce jour, la consultation de l'inventaire des dessins est possible.